# Henry Percy, 6. Earl of Northumberland

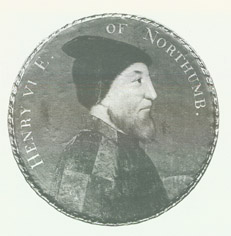
Henry Percy

Henry Percy, 6. Earl of Northumberland, KG (* um 1502; † 29. Juni 1537) war ein englischer Adeliger und Militäroffizier im Norden Englands. Er ist vor allem als Verlobter Anne Boleyns bekannt, das Verhältnis musste er jedoch beenden, noch bevor sich Heinrich VIII. für Anne zu interessieren begann.

## Frühe Jahre
Henry Percy wurde um 1502 als ältester Sohn von Henry Algernon Percy, 5. Earl of Northumberland und Catherine, der Tochter von Sir Robert Spencer, geboren. Durch seine Mutter war er der Cousin von William Carey, dem Schwager Anne Boleyns.
Henry wurde bereits recht jung als Page im Haushalt von Kardinal Thomas Wolsey untergebracht. 1519 wurde er zum Ritter geschlagen. Die Hauptquelle für die frühen Jahre Henry Percys ist die Biographie Wolseys von George Cavendish.

## Verhältnis mit Anne Boleyn
Obwohl sein Vater um 1516 bereits Mary Talbot, die Tochter von George Talbot, 4. Earl of Shrewsbury, als Ehefrau für seinen Sohn auserwählt hatte, verliebte sich dieser in Anne Boleyn, damals eine junge Dame bei Hofe. Percy verlobte sich mit Anne vermutlich im Frühling 1523, als er noch als Page bei Wolsey diente. Als er die Nachricht vernahm, schalt Wolsey Percy vor dem gesamten Haushalt, da Percy weder die Erlaubnis seines Vaters noch die des Königs eingeholt hatte, der aufgrund der Bedeutung der Grafschaft Northumberland ein Interesse an der Heirat Percys hatte. Während Cavendish behauptet, dass Heinrich VIII. zu diesem Zeitpunkt bereits ein Interesse an Anne hegte und Wolsey deshalb so wütend reagierte, ist dies in der Forschung umstritten.
Ein weiteres Hindernis für die Heirat mit Anne Boleyn war, dass diese James Butler, 9. Earl of Ormond (ebenfalls ein Page in Wolseys Haushalt) heiraten sollte, um einen Erbschaftsstreit über die Grafschaft Ormond zu lösen, da ihr Vater Sir Thomas Boleyn über seinen Großvater selbst einen schwachen Anspruch auf die Ormond-Güter in Munster hatte.
Ein weiterer Grund, weshalb Percys Vater seine Zustimmung zu der Heirat verweigerte, lag wohl auch darin, dass er die Heirat mit Anne Boleyn, der Tochter eines einfachen Edelmanns, als nicht angemessen für seinen Sohn und Erben erachtete.

## Heirat mit Mary Talbot
Percys Vater war überaus zornig und verheiratete seinen Sohn zeitnah mit Mary Talbot, vermutlich 1524 oder 1525. Der alte Earl erlaubte dem Paar kaum eigene Einkommen, und Wolsey versuchte wohl, eigene Angestellte in den Haushalt Percys einzuschleusen, um den jungen Henry zu kontrollieren.

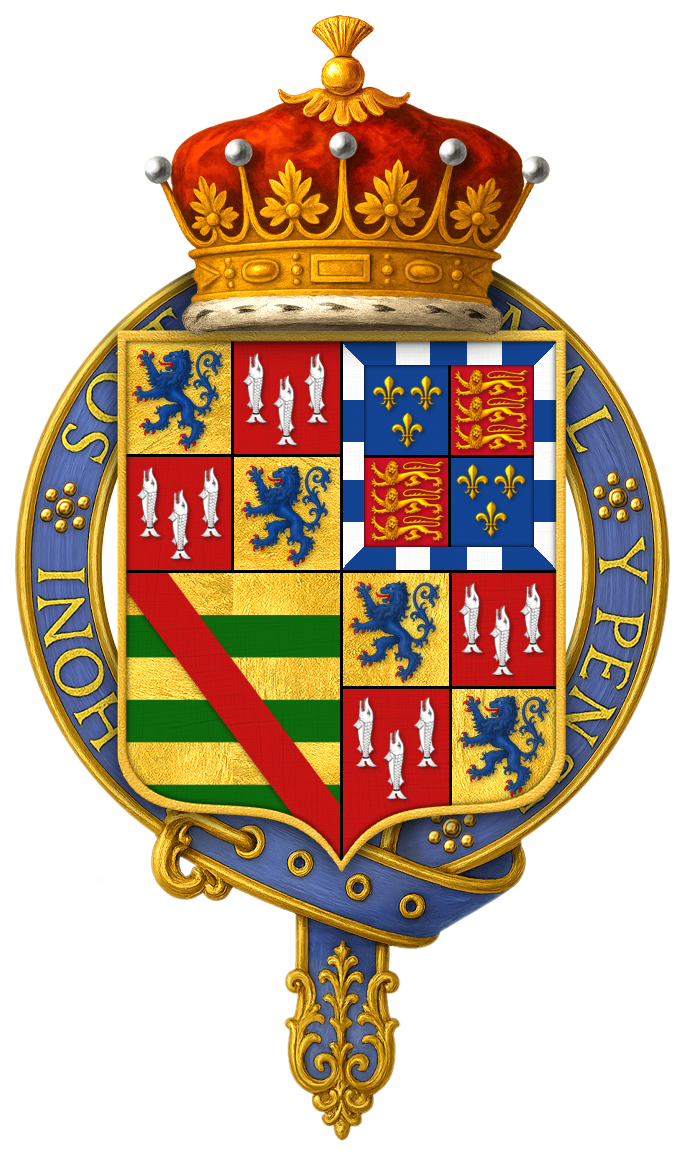
Wappen von Henry Percy, 6. Earl of Northumberland

1528, vier Jahre nach der Eheschließung, war das Verhältnis der beiden Ehepartner unwiederbringlich zerrüttet. Während Percy vermutete, dass seine Frau für den Duke of Norfolk spionierte, befürchtete Marys Vater, dass Percy sie missbrauchte oder sogar zu vergiften beabsichtigte. Percy war über diese Unterstellungen empört und verbot den Angestellten seines Schwiegervaters, seine Frau zu sehen oder mit ihr zu sprechen. Als der Bruder Marys, William Dacre, den Duke of Norfolk bat, sie zu verteidigen, sagte Henry Percy zu Norfolk, dass er, Percy, seine Frau bis an sein Lebensende nie mehr wiedersehen wollte. Vermutlich trennte sich das Paar kurz darauf zumindest zeitweise, da Mary im Haus ihres Vaters im April 1529 ein totes Kind zur Welt brachte. 1532 warf Mary ihrem Mann einen Precontract (eine Art bindendes Versprechen, wie eine Verlobung) mit Anne Boleyn vor. Sie vertraute ihre Klage ihrem Vater an, der dies gegenüber Thomas Howard, 3. Duke of Norfolk zur Sprache brachte. Anne Boleyn befahl eine Untersuchung, wobei Percy den Vorwurf unter Eid bestritt.
1536 vermerkte Shrewsbury, dass seine Tochter nunmehr für zweieinhalb Jahre bei ihm gelebt hatte. Ungefähr zur gleichen Zeit gab Percy bekannt, dass er sein gesamtes Erbe dem König vermachen wollte, da er keine Kinder hatte und es unwahrscheinlich schien, dass er und seine Frau noch legitime Kinder haben würden. Zu diesem Zeitpunkt hatte sich Percy von seinen Brüdern entfremdet und wollte nicht, dass diese sein Eigentum erbten. Mary Talbot hasste Henry Percy bis zum Ende ihres Lebens und ersuchte später sogar eine Scheidung.

## Ämter und Tätigkeiten
Im Juli 1522 wurde Henry Percy zu einem Mitglied des Council of the North ernannt, im Oktober desselben Jahres wurde er Deputy Warden des East Marches und sein Schwager William Dacre schlug vor, dass er noch im gleichen Jahr zum Warden ernannt werden sollte. Am 19. Mai 1527 trat er die Nachfolge seines Vaters als 6. Earl of Northumberland an, am 18. Juni wurde er Verwalter des Honour of Holderness, am 2. Dezember Lord Warden of the East and West Marches.
Northumberland litt chronisch an einem Fieber und war mit Schulden belastet, musste aber dennoch einen großen Haushalt finanzieren. Wolsey behandelte ihn gönnerhaft. Er durfte kaum an den Hof kommen, nicht einmal zur Beerdigung seines Vaters. Sein wichtigster Freund war Sir Thomas Arundell.
Dennoch war er an der Grenze sehr aktiv. 1528 wurde er beurlaubt, um nach London zu kommen und 1530 erhielt er eine Nachricht vom König, nach Cawood zu kommen, um Wolsey zu verhaften, während er sich in Topcliffe aufhielt. Er sandte seinen Gefangenen nach Süden in die Obhut von Sir Roger Lascelles, während er zurückblieb, um ein Inventar des Besitzes des Kardinals anzulegen. Außerdem war Northumberland einer der Peers, die im Juli 1530 den Brief an den Papst unterzeichneten, der die Scheidung der Heirat des Königs forderte, und war selbst vermutlich ein Reformer. Am 23. April 1531 wurde er in den Hosenbandorden aufgenommen. Am 11. Mai 1532 wurde Northumberland zum High Sheriff of Northumberland auf Lebenszeit ernannt und am 26. desselben Monats in den Privy Council aufgenommen.
Northumberland nahm im Juli 1534 am Prozess gegen seinen Schwager William Dacre teil. Im Januar des folgenden Jahres wurde er der Nachlässigkeit an der Grenze angeklagt. 1536 gehörte er den Richtern im Prozess gegen Anne Boleyn an. Es heißt, Anne habe ein bindendes Versprechen mit ihm gestanden, in der Hoffnung, ihr Leben zu retten. Nach der Urteilsverkündung brach er zusammen und musste hinausgetragen werden.

## Späteres Leben
Da er keine Kinder hatte, begann Northumberland nun, seine Angelegenheiten zu regeln. Im Februar 1535 schrieb er an Thomas Cromwell, dass er entschieden hatte, den König als seinen Erben einzusetzen, eine Entscheidung, die er später bestätigte. 1536 wurde er zum Lord President of the Council of the North ernannt.

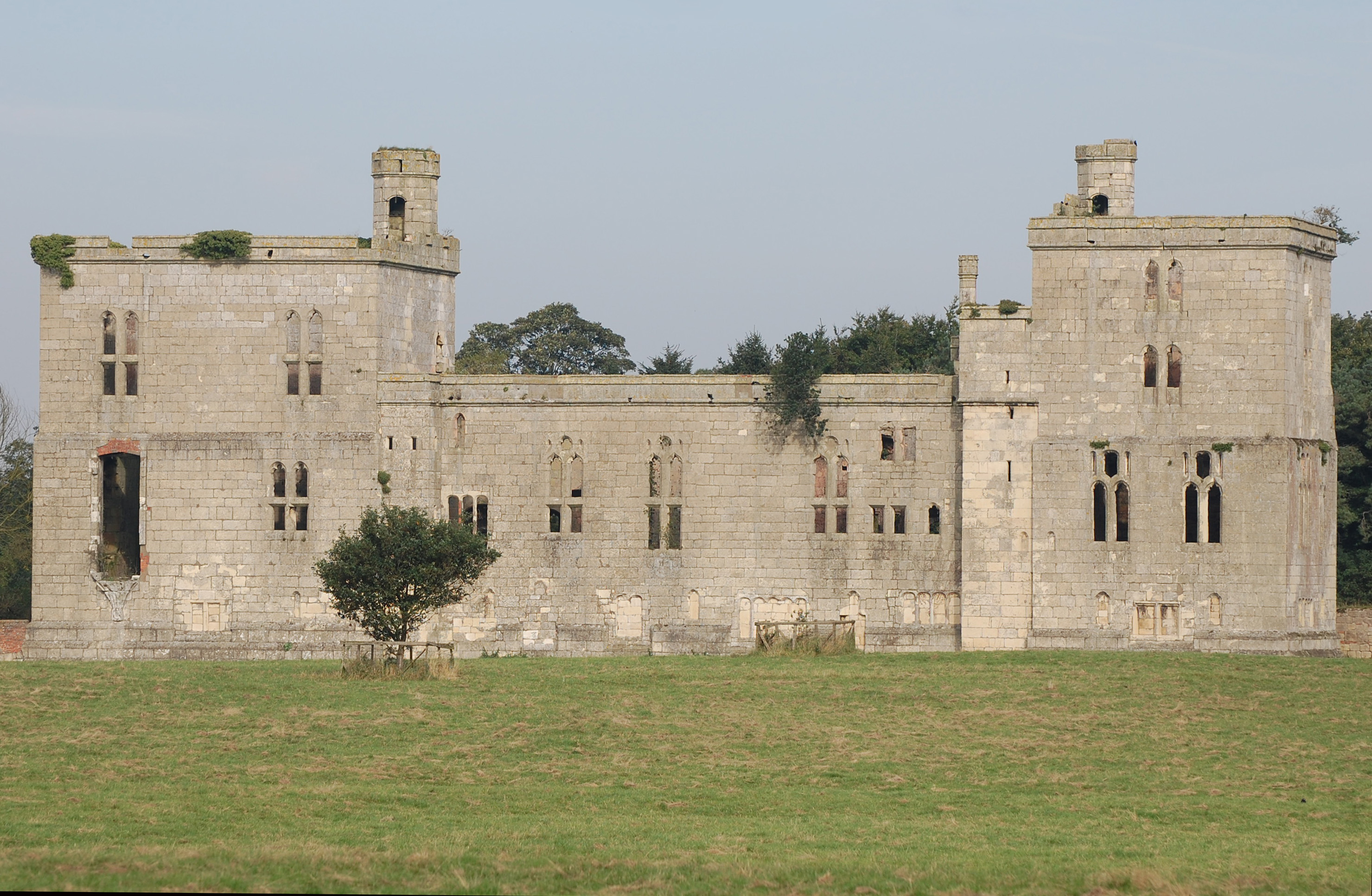
Wressle Castle in Yorkshire, wo Robert Aske Henry Percy darum ersuchte, sich der Pilgrimage of Grace anzuschließen

Im September 1536 wurden ihm £1,000 bewilligt, um nach London zu kommen, um Entscheidungen über seine Ländereien zu treffen. Die Angelegenheit war noch nicht beendet, als die Pilgrimage of Grace begann. Northumberlands Brüder und seine Mutter waren öffentliche Befürworter der Rebellen, der Earl selbst blieb loyal zum König. Der Anführer der Rebellen, Robert Aske, und seine Männer kamen nach Wressle Castle, wo Northumberland krank im Bett lag, und bat ihn, die Herrschaft über sein Ländereien an seine Brüder zu übergeben, oder sich den Rebellen anzuschließen. Er verweigerte beides. Aske sandte ihn nach York, um ihn vor seinen Anhängern zu beschützen, die ihn köpfen lassen wollten.
Northumberland zog nach Newington Green, wo er am 29. Juni 1537 starb. Er wurde in der Kirche von Hackney begraben.
Die Grafschaft fiel nach seinem Tod in Abeyance, wurde jedoch später von seinem Neffen Thomas übernommen. Northumberlands Witwe Mary starb erst 1572. Außerdem hinterließ er eine uneheliche Tochter, Isabel, die 1544 Henry Tempest of Broughton heiratete.